# Det Nordenfjeldske Dampskibsselskab

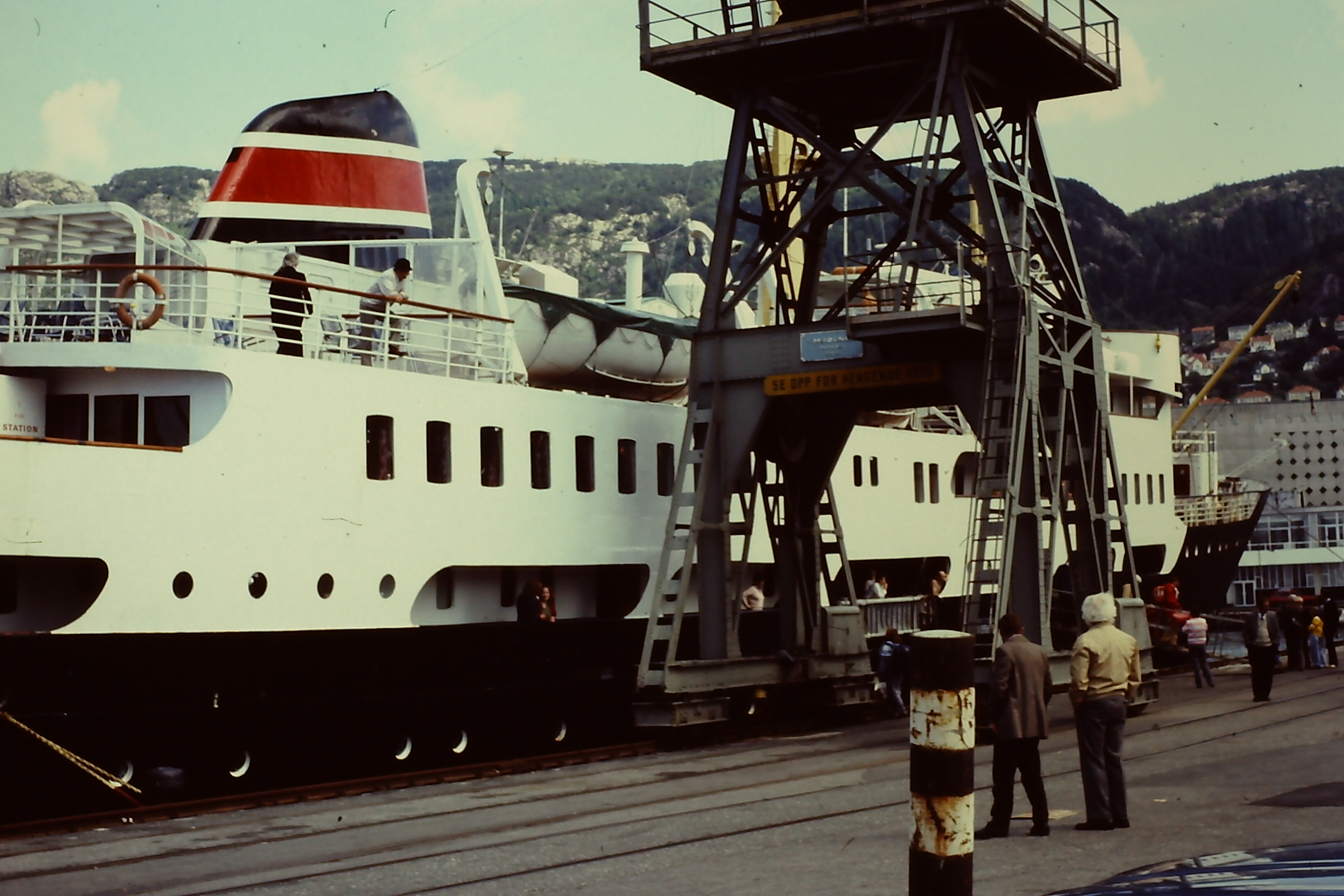
Snelboot "Ragnvald Jarl" met NFDS' schoorsteenmerk

Det Nordenfjeldske Dampskibsselskab (NFDS) was een Noorse rederij die op 28 januari 1857 in Trondheim werd opgericht. Doel was om een vaste verbinding naar Hamburg in Duitsland te onderhouden.
NFDS had een hechte samenwerking met Det Bergenske Dampskibsselskab (BDS), hoewel het ook concurrenten van elkaar waren. NFDS onderhield kustroutes, Internationale routes en later voer het met tankschepen en cruiseschepen.
In 1984 stelde Norcem zich een meerderheid in het bedrijf zeker, en deelde het op. De rederij werd hernoemd tot Nordenfjeldske Shipping, en werd in 1985 verkocht aan Kosmos A/S. Dat wat overbleef van de Nordenfjeldske Shipping werd in 1988 verkocht aan RoNoTro. De snelboten werden formeel overgedragen aan Troms Fylkes Dampskibsselskap (TFDS) in augustus 1989.